# Route départementale 103 (Val-de-Marne)
Pour les articles homonymes, voir Route départementale 103.
La route départementale 103 ou RD103 est une route départementale du Val-de-Marne de la porte de Bercy à Paris à Saint-Maurice en passant par Charenton-le-Pont. Elle longe la Seine, la Marne et l'autoroute A4.